# 007 Legends
007 Legends ist ein Videospiel, das zum fünfzigsten 007-Jubiläum am 16. Oktober 2012 für PlayStation 3 und Xbox 360 erschienen ist und Missionen zu sechs James-Bond-Filmen zum Thema hat. Die Windows-Version erschien am 2. November 2012. Die Wii-U-Version ist im Dezember 2012 erschienen. 2013 wurde das Spiel von den elektronischen Handelsplattformen entfernt.
In 007 Legends geht es um den Geheimagenten James Bond, der während seines Sturzes von einem Zug im Film Skyfall in seiner Bewusstlosigkeit von einigen seiner ehemaligen Einsätze eingeholt wird.

## Missionen
Das Spiel ist in sechs Missionen eingeteilt, die sich an bekannte Szenen aus folgenden James-Bond-Filmen anlehnen:

### Goldfinger (1964)
Machen Sie Goldfingers Plan Grand Slam in Fort Knox ein Ende. Sean Connerys dritter und bekanntester Auftritt als 007. Er besteht aus zwei Leveln
Goldfingers Schmelzofen (Schweiz) - Dringen sie in seine Fabrik ein, in der Harrier Bomber eingeschmolzen werden und erlangen sie Beweise für seinen Goldschmuggel.
Fort Knox (Kentucky) - Finden sie mit Hilfe der CIA und US-Truppen Goldfingers Bombe und besiegen sie Oddjob.

### Im Geheimdienst ihrer Majestät (1969)
Retten Sie Theresa mit Hilfe ihres Vaters aus den Händen von Ernst Stavro Blofeld auf dem Piz Gloria. George Lazenbys einziger James-Bond-Auftritt. Er besteht aus zwei Leveln
Skipiste - Bleiben sie an Tracy auf Skiern dran und beschützen Sie sie vor Blofelds Männern.
Stürmen sie mit Draco Piz Gloria und finden sie Tracy. Besorgen sie die Pläne des Omega Virus und besiegen sie Blofeld in einer Seilbahngondel.

### Lizenz zum Töten (1989)
Bringen Sie den Drogenbaron Franz Sanchez in der Lateinamerikanischen Steppe zur Strecke. Timothy Daltons zweiter und letzter Einsatz als James Bond.
Dringen sie in Sanchez Tempel-Komplex in Mexiko ein, während Pam Bouvier ihn ablenkt.
Verfolgen sie Sanchez Tanklaster Konvoi und besiegen ihn.

### Stirb an einem anderen Tag (2002)
Liefern Sie sich ein Duell mit Gustav Graves bis in seine fliegende Festung, um einen Krieg zwischen den USA und Nordkorea zu verhindern. Pierce Brosnans vierter und letzter Film als James Bond.
Eispalast - arbeiten sie mit Jinx zusammen und finden sie Informationen über das Icarus Projekt.
Eissee - Liefern sie sich eine Verfolgungsjagd mit Zao im Aston Martin.
Flugzeug über Korea - Besiegen sie Graves in seiner Kommandozentrale.

### Moonraker - streng geheim (1979)
Stoppen Sie als Bond den von der Weltherrschaft besessenen Sir Hugo Drax in seiner Moonraker-Raumstation. James Bond 007 war seinerzeit Roger Moore.
Dringen sie in Drax Raumhafen in Brasilien ein, finden Holly und lüften seine Weltherrschaftspläne.
Verfolgen Sie Drax zusammen mit Holly in Moonraker 6 zu seiner geheimen Raumstation und vereiteln dort mit Hilfe der US Eingreiftruppe seine Pläne, die Giftgaskapseln zu starten.

### Skyfall (2012)
Der Film Skyfall bildet die Rahmenhandlung des Spiels. Eine Abschlussmission kann erst bei Beendigung aller anderen von der offiziellen Website heruntergeladen werden.
Istanbul - Verfolgen sie Patrice.
Shanghai - Verhindern sie, dass Patrice seinen Auftrag ausführt.

## Besetzung
Folgende Charaktere aus den oben genannten James-Bond-Filmen wurden als 3D-Figur ins Spiel eingesetzt:
| Charakter            | Darsteller         | Originalstimme   | Deutsche Stimme    | Deutsche Stimme im Film |
| -------------------- | ------------------ | ---------------- | ------------------ | ----------------------- |
| James Bond           | Daniel Craig       | Timothy Watson   | Dietmar Wunder     | Dietmar Wunder          |
| M                    | Judi Dench         | Judi Dench       | Gisela Fritsch     | Gisela Fritsch          |
| Bill Tanner          | Rory Kinnear       | Rory Kinnear     | Frank Schaff       | Frank Schaff            |
| Hugo Drax            | Michael Lonsdale   | Michael Lonsdale | Helmut Winkelmann  | Heinz Petruo            |
| Holly Goodhead       | Jane Perry         | Jane Perry       | n/a                | Viktoria Brams          |
| Tracy Draco          | Diana Rigg         | Nicola Walker    | n/a                | Margot Leonard          |
| Pam Bouvier          | Carey Lowell       | Carey Lowell     | n/a                | Christina Hoeltel       |
| Franz Sanchez        | Robert Davi        | Robert Davi      | Christoph Jablonka | Uwe Friedrichsen        |
| Dario                | Benicio del Toro   | -                | -                  | Ekkehardt Belle         |
| Ernst Stavro Blofeld | fictional likeness | Glenn Wrage      | n/a                | Martin Hirthe           |
| Gustav Graves        | Toby Stephens      | Toby Stephens    | Tom Vogt           | Tom Vogt                |
| Zao                  | Rick Yune          | Jason Wong       | n/a                | Johannes Berenz         |
| Jinx                 | Gabriela Montaraz  | Madalena Alberto | n/a                | Melanie Pukaß           |
| Auric Goldfinger     | Gert Fröbe         | Timothy Watson   | Bert Franzke       | Gert Fröbe              |
| Pussy Galore         | Honor Blackman     | Natasha Little   | n/a                | Margot Leonard          |
| Felix Leiter         | Demetri Goritsas   | Demetri Goritsas | n/a                |                         |
| Oddjob               | Harold Sakata      | -                | -                  | -                       |
| Jaws                 | Richard Kiel       | -                | -                  | Hartmut Neugebauer      |
| Eve Moneypenny       | Naomie Harris      | Naomie Harris    | Vera Teltz         | Vera Teltz              |

Die Figur Blofeld (Mission: Im Geheimdienst Ihrer Majestät) wurde aus einer Mischung aus den Schauspielern Donald Pleasence und Telly Savalas nachempfunden. Des Weiteren ist die Figur Draco enthalten, die aber nicht das Aussehen von Gabriele Ferzetti hat und damals von Klaus Miedel gesprochen wurde. Felix Leiter ist ebenfalls in einer Figur zusammengefasst worden und wurde seinerzeit von Cec Linder (Goldfinger) und David Hedison (Lizenz zum Töten) gespielt.
Die Spielfigur des James Bond wurde dem derzeitigen Darsteller Daniel Craig nachempfunden. Die deutsche Sprachausgabe enthält dessen Synchronstimme von Dietmar Wunder.
Nach Veröffentlichung eines Trailers zum Level Moonraker und einem Vorschaubild der 3D-Figur in Form von Lois Chiles als Dr. Goodhead distanzierte sich die Schauspielerin, so dass sie durch Jane Perry ersetzt wurde.

### Weitere Charaktere
Weitere Figuren aus dem Bond-Universum sind als Spielfigur im Mehrspielermodus auswählbar. Weitere Figuren können als Bonus freigeschaltet werden. Auf der offiziellen Website zum Spiel konnten zusätzlich neue Anzüge für die Spielfigur heruntergeladen werden.
- Joseph Wiseman als Dr. No (James Bond – 007 jagt Dr. No)
- Robert Shaw als Grant (James Bond 007 – Liebesgrüße aus Moskau)
- Lotte Lenya als Oberst Klebb (James Bond 007 – Liebesgrüße aus Moskau)
- Adolfo Celi als Emilio Largo (Feuerball)
- Yaphet Kotto als Kananga (James Bond 007 – Leben und sterben lassen)
- Geoffrey Holder als Baron Samedi (Leben und sterben lassen)
- Christopher Lee als Francisco Scaramanga (James Bond 007 – Der Mann mit dem goldenen Colt)
- Christopher Walken als Max Zorin (James Bond 007 – Im Angesicht des Todes)

## Rezeption
Carsten Görig bezeichnete das Spiel auf Spiegel Online als „schlicht misslungen“ und bemängelte, 007 Legends sei „ein zynischer Versuch, mit einem halbfertigen Spiel und minimalem Aufwand an Entwicklungskosten maximalen Gewinn zu erzielen.“ Das Spielemagazin 4Players bewertete das Spiel als „Mangelhaft“. Mit dem Spiel würden „neue Qualitätstiefen ausgelotet“. GamePro bewertete das Spiel mit 60 % und urteilte, das Spiel sei „ein austauschbarer Shooter, der dem legendären Agenten in keiner Weise gerecht wird.“ Die Webseite Areagames.de vergab 5 von 10 Punkten und schrieb in einem Fazit: „007 Legends ist ein ermüdender und belangloser Shooter. Für normale Spieler. Für James Bond Fans ist das Spiel eine Beleidigung.“ Gamereactor bewertete das Spiel mit 8 von 10 Punkten und lobte „die Aktion-Sequenzen und das tolle Waffengefühl“. Jedoch hätten „die langen Ladezeiten“ und unverständliche Spielsituationen „ordentlich Nerven gekostet.“ Das Spiel sei insgesamt „auch für Nicht-Bond Fans empfehlenswert.“